# Liste des oiseaux du bassin méditerranéen
Ceci est une liste des oiseaux typiques ou endémiques du Bassin méditerranéen.
| Nom                        | Famille        | Répartition                                                                | Statut UICN | Image |
| -------------------------- | -------------- | -------------------------------------------------------------------------- | ----------- | ----- |
| Agrobate roux              | Muscicapidae   | répandu                                                                    |             |       |
| Aigle ibérique             | Accipitridae   | Péninsule Ibérique                                                         |             |       |
| Alouette bilophe           | Alaudidae      | Afrique du Nord et Proche-Orient                                           |             |       |
| Alouette de Clot-Bey       | Alaudidae      | Afrique du Nord et Proche-orient                                           |             |       |
| Bouscarle de Cetti         | Cettidae       | répandu                                                                    |             |       |
| Bruant cendrillard         | Emberizidae    | est                                                                        |             |       |
| Bruant fou                 | Emberizidae    | répandu                                                                    |             |       |
| Chouette du Maghreb        | Strigidae      | Numidie                                                                    |             |       |
| Engoulevent à collier roux | Caprimulgidae  | Numidie et péninsule ibérique                                              |             |       |
| Étourneau unicolore        | Sturnidae      | ouest                                                                      |             |       |
| Faucon d'Éléonore          | Falconidae     | répandu                                                                    |             |       |
| Fauvette de l'Atlas        | Sylviidae      | Maghreb                                                                    |             |       |
| Fauvette des Baléares      | Sylviidae      | îles Baléares                                                              |             |       |
| Fauvette des Balkans       | Sylviidae      | est                                                                        |             |       |
| Fauvette de Chypre         | Sylviidae      | Chypre                                                                     |             |       |
| Fauvette à lunettes        | Sylviidae      | répandu                                                                    |             |       |
| Fauvette mélanocéphale     | Sylviidae      | répandu                                                                    |             |       |
| Fauvette de Moltoni        | Sylviidae      | Corse, Sardaigne, nord-ouest de l'Italie, archipel toscan et îles Baléares |             |       |
| Fauvette orphée            | Sylviidae      | ouest                                                                      |             |       |
| Fauvette passerinette      | Sylviidae      | ouest                                                                      |             |       |
| Fauvette de Rüppell        | Sylviidae      | nord-est                                                                   |             |       |
| Fauvette sarde             | Sylviidae      | Corse, Sardaigne, archipel toscan et Pantelleria                           |             |       |
| Gobemouche tyrrhénien      | Muscicapidae   | Corse, Sardaigne et îles Baléares                                          |             |       |
| Goéland d'Audouin          | Laridae        | répandu                                                                    |             |       |
| Hypolaïs obscure           | Acrocephalidae | ouest                                                                      |             |       |
| Hypolaïs des oliviers      | Acrocephalidae | est                                                                        |             |       |
| Martinet pâle              | Apodidae       | répandu                                                                    |             |       |
| Moineau cisalpin           | Passeridae     | Italie et îles à proxomité                                                 |             |       |
| Moineau espagnol           | Passeridae     | répandu                                                                    |             |       |
| Moineau soulcie            | Passeridae     | répandu                                                                    |             |       |
| Outarde houbara            | Otididae       | Afrique du Nord                                                            |             |       |
| Perdrix bartavelle         | Phasianidae    | Europe méridionale                                                         |             |       |
| Perdrix gambra             | Phasianidae    | Afrique du Nord                                                            |             |       |
| Petit-duc de Chypre        | Strigidae      | Chypre                                                                     |             |       |
| Pic de Levaillant          | Picidae        | Maghreb                                                                    |             |       |
| Pic de Sharpe              | Picidae        | Péninsule Ibérique                                                         |             |       |
| Pie du Maghreb             | Corvidae       | Maghreb                                                                    |             |       |
| Pie-bleue ibérique         | Corvidae       | Péninsule Ibérique                                                         |             |       |
| Pie-grièche masquée        | Laniidae       | Anatolie et Proche-Orient                                                  |             |       |
| Pie-grièche à tête rousse  | Laniidae       | répandu                                                                    |             |       |
| Pouillot de Bonelli        | Phylloscopidae | ouest                                                                      |             |       |
| Pouillot ibérique          | Phylloscopidae | Numidie et péninsule Ibérique                                              |             |       |
| Pouillot oriental          | Phylloscopidae | est                                                                        |             |       |
| Puffin des Baléares        | Procellaridae  | îles Baléares                                                              |             |       |
| Puffin yelkouan            | Procellaridae  | répandu                                                                    |             |       |
| Roselin du Sinaï           | Fringillidae   | Proche-Orient                                                              |             |       |
| Rougequeue de Moussier     | Muscicapidae   | Maghreb                                                                    |             |       |
| Sirli de Dupont            | Alaudidae      | Afrique du Nord et péninsule ibérique                                      |             |       |
| Sittelle corse             | Sittidae       | Corse                                                                      |             |       |
| Sittelle de Neumayer       | Sittidae       | est                                                                        |             |       |
| Traquet de Chypre          | Muscicapidae   | Chypre                                                                     |             |       |
| Traquet halophile          | Muscicapidae   | Afrique du Nord                                                            |             |       |
| Traquet noir et blanc      | Muscicapidae   | est                                                                        |             |       |
| Traquet oreillard          | Muscicapidae   | ouest                                                                      |             |       |
| Traquet rieur              | Muscicapidae   | ouest                                                                      |             |       |
| Traquet de Seebohm         | Muscicapidae   | Maghreb                                                                    |             |       |
| Traquet à tête grise       | Muscicapidae   | Afrique du Nord et Proche-Orient                                           |             |       |
| Venturon corse             | Fringillidae   | Corse, Sardaigne et archipel toscan                                        |             |       |